# Mesorregión del Sur Cearense
La mesorregión del Sur Cearense es una de las siete  mesorregiones del estado brasileño del Ceará. Está conformada por la unión de 25 municipios agrupados en cinco  microrregiones. Las príncipais ciudades son Juazeiro do Norte y  Crato.
En 2017, el IBGE extinguió las mesorregiones y microrregiones, creando un nuevo marco regional brasileño, con nuevas divisiones geográficas denominadas, respectivamente, regiones geográficas intermedias e inmediatas.

## Microrregiones
- Barro
- Brejo Santo
- Cariri
- Caririaçu
- Chapada do Araripe